# 발리 해협

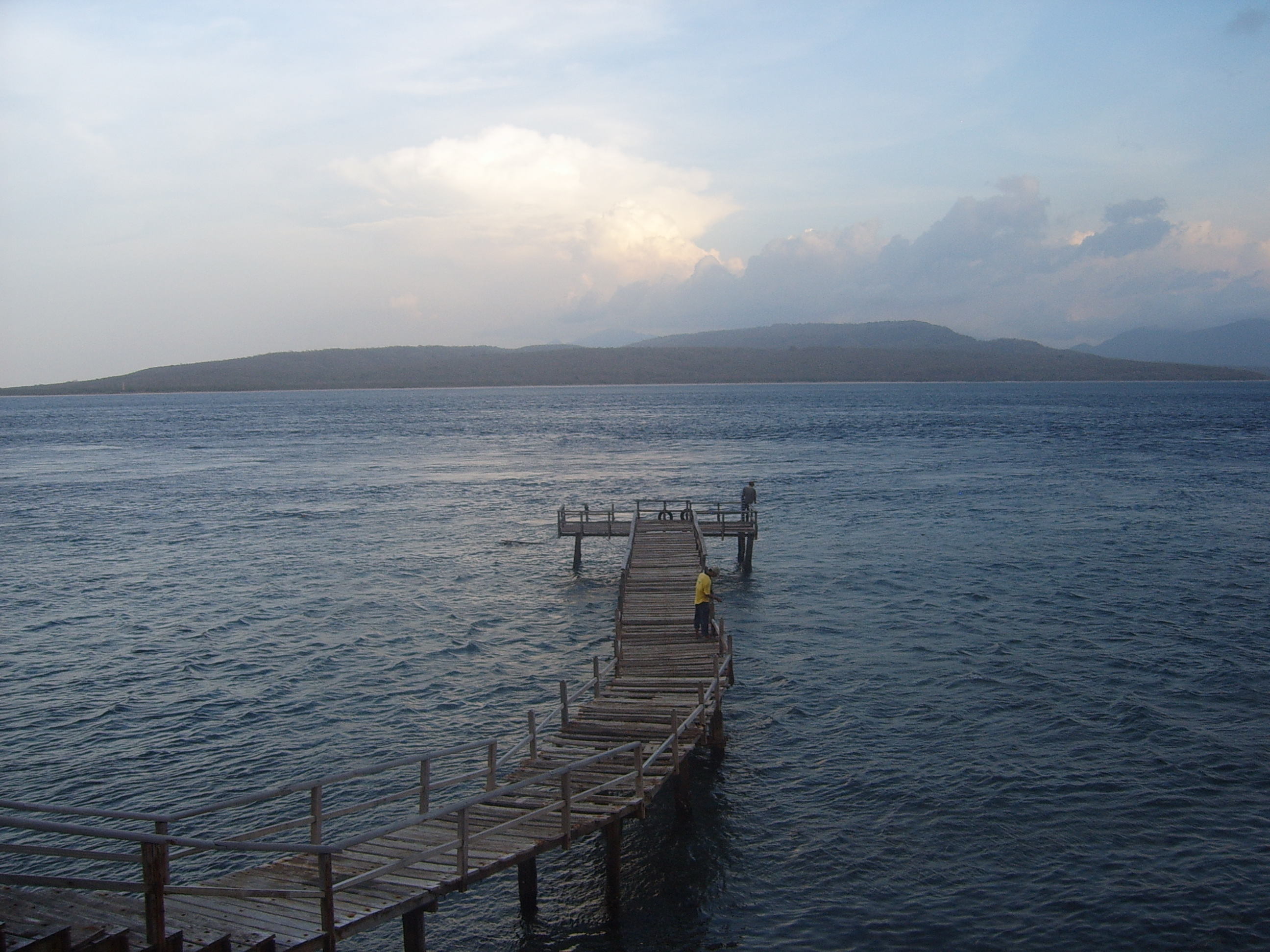

발리 해협(인도네시아어: Selat Bali)은 인도네시아 소순다 열도의 자와섬과 발리섬 사이에 있는 해협으로 인도양과 자와해를 잇는다.

## 다리 건설 논의
해협에 다리를 건설하는데 기술적 문제는 없으나 발리섬의 중심지와 해협이 떨어져 있어 경제성이 있는지 논쟁이다.